# Wyderta
Wyderta (ukr. Видерта) – wieś na Ukrainie w rejonie koszyrskim obwodu wołyńskiego.

## Historia
Na początku XX w. wieś w gminie Wielka Głusza, w powiecie koszyrskim.